# 伊藤公平
伊藤 公平（いとう こうへい、1901年7月28日 - 1984年3月9日）は、日本の歌人、随筆家、小説家、教員。千葉県印旛郡八生村押畑生まれ。吉植庄亮に師事。千葉県歌人クラブでは創設以来、事務所代表を長年務めた。また、出身地である成田市をはじめ、各地で短歌教室を開き指導を続け、後進に大きな影響を与えたと評価される。

## 略歴
1901年、千葉県印旛郡八生村押畑（現・成田市押畑）に父総平、母よねの長男として生まれる。父の総平も歌人であった。少年時代より体が弱く、文学や絵画に親しむようになる。1919年、成田中学校（現・成田高等学校）を卒業して、國學院大學に進学。大学で佐佐木信綱、折口信夫、武田祐吉らの講義を受けて文学的素養を深めたが、同時期に絵画に傾倒し、川端画学校で油絵を学ぶ。しかし親に絵では食べていけないと諭され、教職へと進んだ。
大学卒業後、千葉県安房農学校、千葉県立千葉高等女学校、千葉県立長生中学校（1931年〜）、千葉県女子師範学校（1932年〜）で教員を務める。
一方、1922年には吉植庄亮の歌誌『橄欖』の創刊に参加。また、吉植とともに雑誌『千葉県青年処女』（千葉県連合青年団、1926年創刊）の歌壇の選者を務めるなど、教職のかたわら、歌人としての活動にも力を入れた。1932年からは同じく吉植とともに、東京日日新聞（後の毎日新聞）千葉県版の歌壇の選者も務める。
そのほか、岡本一平・池部鈞門下で漫画を学んで1928年に日本漫画会会員となり、1930年代には『旅』（日本旅行文化協会）、『実業之日本』（実業之日本社）、『婦女界』（婦女界社）、『アカツキ』（日本青年協会）などに漫画を寄稿するなど、多才な人物であった。
教職は1941年まで務めた。1942年には初の随筆集『女生徒』と初の小説集『卒業前後』を上梓している。
戦後、千葉県歌人クラブ（初代代表：神原克重）が創設され、「橄欖」同人の山田淸久が経営する千葉市の山田印刷所に事務所がおかれたが、伊藤はその事務所代表を創設以来長年にわたって務めた。毎日新聞千葉県版の歌壇の選者は、1958年に共同選者の吉植が没したあとも続け、自身の晩年まで担当した。
伊藤は書にも秀で、彼を歌の師の一人として慕った平野峯郎の歌碑（鹿野山九十九谷展望台、1957年）は伊藤が筆をふるっている。また、作詞にも才を発揮し、千葉県内の学校の校歌の作詞を多数手掛けた。
千葉県において、「千葉県編集者協議会」会長や、「千葉県明るく正しい選挙推進協議会」の委員などを務める。1971年に千葉県文化功労賞を受賞。また、藍綬褒章も授与されている。
1984年3月9日、82歳で死去。晩年まで『橄欖』の選者を務め、歌作も続けた。

## 歌碑
没後、生家の裏山に歌碑が建てられた。
- さわやかに日はのぼりたり御社の庭うつくしき老松の影

## 著書

### 歌集
- 無名歌人 : 短歌と随筆（伊藤公平著、毎日新聞千葉支局編、出版：奈良屋、1969年）

### 小説
- 卒業前後（日本文化研究会、1942年） - 序文：吉植庄亮
- 月給袋 ： 短篇ユーモア小説集（日本農業新聞社、1962年）

### 随筆集ほか
- 随筆 女生徒（新興亜社、1942年2月）
- お役人（河出書房、1952年7月） - 序文：荒垣秀雄
- 課長夫人 : 続お役人（弘道閣、1956年1月）
- 役人族（20世紀社、1956年3月）
- ヨーロッパ短歌の旅（橄欖叢書第100篇、千葉日報社、1972年7月）
- 自然の美 アラスカ・北米紀行（伊藤公平著、福原健司撮影、橄欖叢書第114篇、1973年12月）
- 部落半世紀 : ユーモア読物（千葉日報社、1976年12月）

## 校歌作詞
- 千葉県我孫子市立布佐中学校（1960年制定）[5]
- 千葉県我孫子市立湖北中学校（1962年制定）[6]
- 千葉県成田市立豊住小学校（1965年制定）[7]
- 千葉県八千代市立村上小学校（1967年制定）
- 千葉県船橋市立行田東小学校（1977年制定）[8]
- 千葉県船橋市立七林小学校（1980年制定）[9]
- 千葉県市川市立塩焼小学校（1982年制定）[10]
- 千葉県船橋市立三山東小学校（1982年制定）[11]
- 千葉県市原市立東海小学校[12]
- 千葉県睦沢町立瑞沢小学校[13]
- 千葉県印西市立印西中学校[14]
- 千葉県成田市立豊住中学校[2]
- 千葉県成田市立西中学校[2]
- 千葉県立成田国際高等学校[15]

ほかに「成田交通安全音頭」の作詞もしている。